# Brewster Body Shield

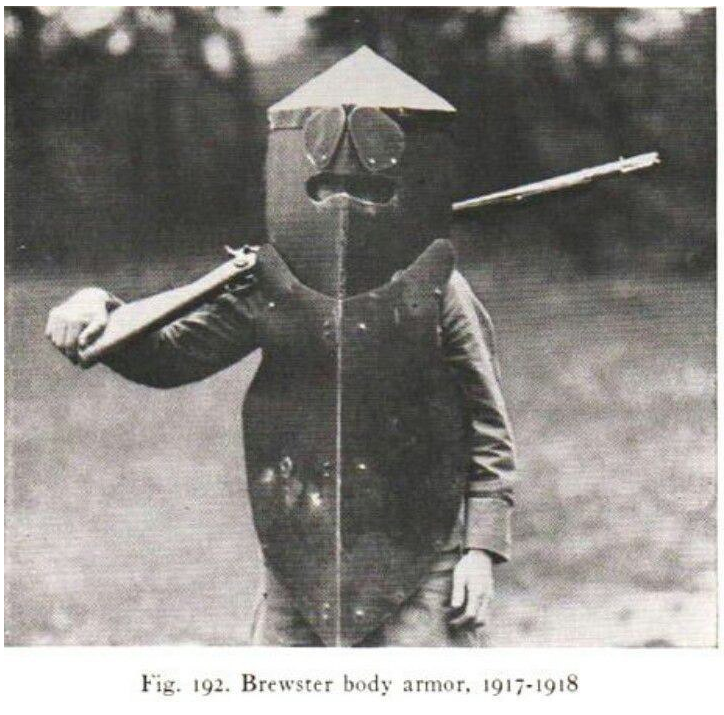
Brewster Body Shield

Il Brewster Body Shield o Brewster Body Armor è stata la prima armatura sviluppata per l'esercito degli Stati Uniti durante la prima guerra mondiale, progettata dal dottor Guy Otis Brewster di Dover, nel New Jersey.
Durante la prima guerra mondiale, gli Stati Uniti svilupparono diversi tipi di armature, incluso il Brewster Body Shield in acciaio al nichel-cromo, che consisteva in una corazza e un copricapo e poteva resistere a .303 British proiettili britannici 820 m/s, ma era goffo e pesante 18 kg. È stato anche progettato un panciotto a squame di scaglie d'acciaio sovrapposte fissate a una fodera in pelle; questa armatura pesava 5 kg, si adattava al corpo ed era considerata più comoda.

## Nei media

La scena della sortita nel film Uomini contro, con i soldati equipaggiati con le cosiddette corazze "Fasina" (in realtà erano corazze Brewster Body Shield statunitensi)

Le Brewster Body Shield sono visibili nel film Uomini contro di Francesco Rosi, anche se vengono citate come corazze Farina, con il nome leggermente modificato in "corazze Fasina".